# Маркус Сезар Понтес
Маркус Сезар Понтес (* 11 березня 1963, Бауру, Сан-Паулу Бразилія) — підполковник ВПС Бразилії, астронавт. 1-й астронавт Бразилії, 440-й астронавт світу.

## Біографія
Понтес закінчив Академію ВПС Бразилії в м. Пірасунунга зі ступенем бакалавра наук з авіаційних технологій і поступив на службу в бразильські ВПС. 

У 1984—1985 рр. пройшов курс підготовки пілотів для польотів на реактивних літаках. Після того служив у штурмовійї авіаційній групі 3/10, що базувалася в м. Санта-Марія штату Ріу-Гранді-ду-Сул. У 1989—1993 рр. навчався в Інституті авіаційної техніки в м. Сан-Жозе-дус-Кампус і отримав ступінь бакалавра наук з авіаційної техніки. Потім протягом року навчався на льотчика-випробувача. У 1996—1998 рр. М. Понтес навчався в аспірантурі ВМС США в м. Монтерей (штат Каліфорнія) і отримав ступінь магістра наук з системотехніки.

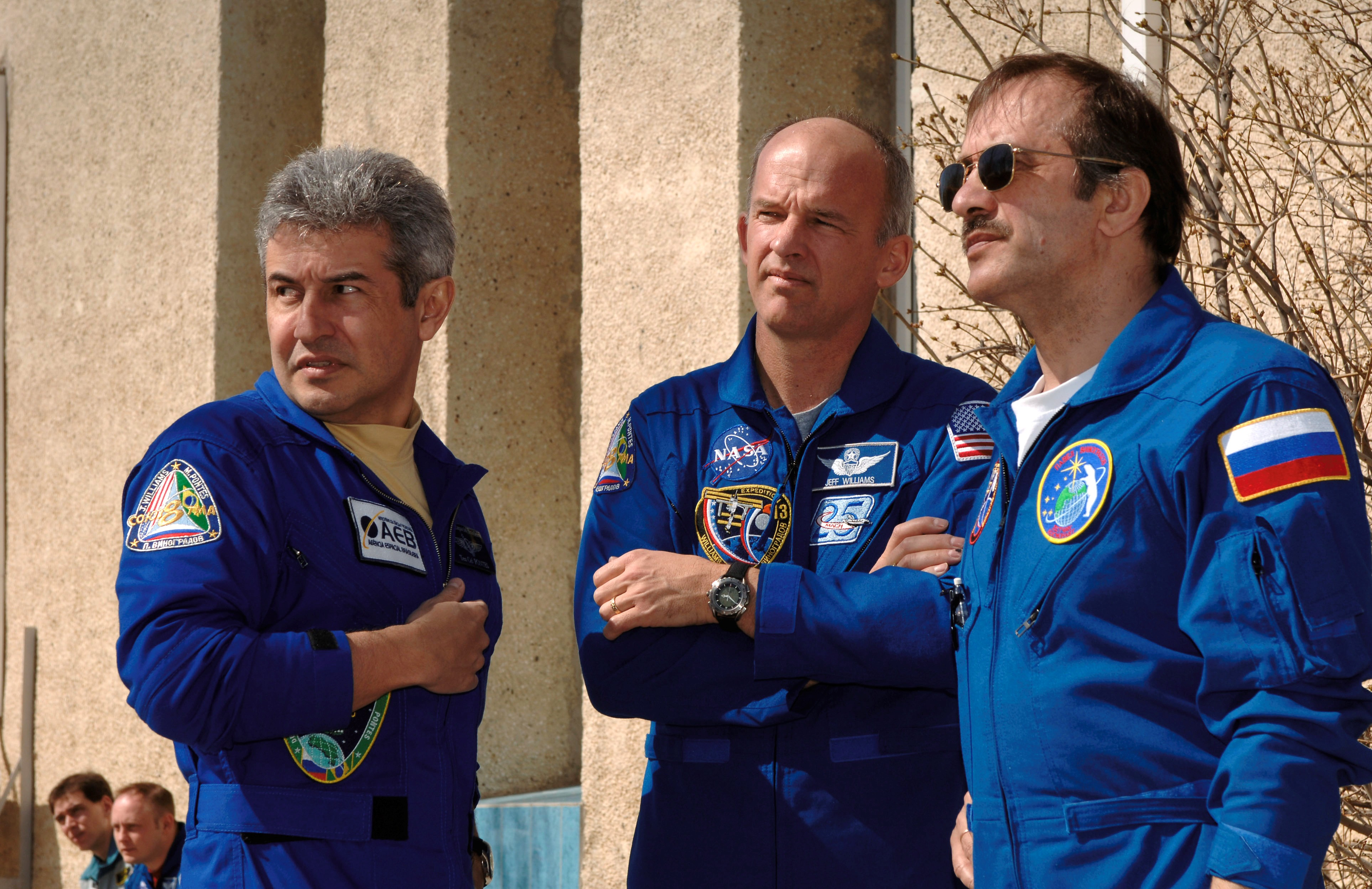
Астронавти Маркос Понтес і Джеффрі М. Вільямс (у центрі), і космонавт Павло Виноградов, відпочивають від навчання в готелі "Космонавт" на Байконурі, Казахстан. До їх запуску на кораблі "Союз".

Має наліт понад 1900 годин більш ніж на 20 типах літаків, включаючи F-15, F-16, F-18 і МіГ-29.
У січні 1998 р. Бразилія приєдналася до програми створення МКС і 17 червня 1998 відібрала капітана ВПС Маркуса Понтеса для польоту на МКС на шатлі. У 1998—2000 рр. Понтес пройшов курс ОКП в Центрі Джонсона разом з кандидатами в астронавти NASA 17-го набору і отримав кваліфікацію спеціаліста польоту.
Однак полетіти на шатлі Понтесу не довелося: спочатку виникли фінансові проблеми у Бразилії, а потім сталася катастрофа "Колумбії", яка відклала польоти шатлів на невизначений термін. І тоді Роскосмос запропонував свої послуги з підготовки та запуску бразильського космонавта.
Договір на політ Маркуса Понтеса було підписано 18 жовтня 2005 р., і в тому ж місяці він приступив до підготовки в РДНДВ ЦПК. З січня 2006 р. тренувався у складі основного екіпажу ТК "Союз ТМА-8".
Маркус Понтес проходив підготовку як бортінженер корабля «Союз ТМА-8» в Зоряному містечку. Старт корабля «Союз ТМА-8» відбувся в четвер 30 березня 2006 року о 6:30 за московським часом з космодрому Байконур. Політ Маркуса Понтеса збігся зі святкуванням сторіччя першого польоту на літаку, який здійснив його співвітчизник, бразилець Альберто Сантос-Дюмон.
Програмою польоту корабля «Союз ТМА-8» була передбачена стиковка з МКС. Політ Маркуса Понтеса тривав 9 діб 21 годину 17 хвилин, він стартував разом з учасниками 11-ї основної експедиції на МКС Павлом Виноградовим і Джеффрі Уїльямсом, а повернувся на Землю разом з космонавтами 12-ї довготривалої експедиції, Вільямом Макартуром і Валерієм Токарєвим в кабіні корабля «Союз ТМА-7».
Маркус Понтес став першим громадянином Бразилії, що був у космосі. Він нагороджений медаллю ВПС Бразилії "За особливі заслуги" та медаллю Сантос-Дюмона.
Одружений, двоє дітей.